# Istituto calabrese per la storia dell'antifascismo e dell'Italia contemporanea
L'Istituto Calabrese per la Storia dell'Antifascismo e dell'Italia Contemporanea (acronimo ICSAIC) è un istituto di cultura fondato nel 1983 a Cosenza che porta avanti un'opera di ricerca, riflessione e divulgazione sulla storia contemporanea della Calabria e del Mezzogiorno, e sui nuovi temi della didattica della storia. Ha sede presso la biblioteca "Ezio Tarantelli" dell'Università della Calabria ed è associato all'Istituto nazionale Ferruccio Parri. Rete degli istituti per la Storia della Resistenza e dell'età contemporanea.

## Attività
L'ICSAIC svolge un'attività editoriale con diverse pubblicazioni:
- Collana Studi e ricerche;
- Collana di testimonianze: La memoria e la storia;
- Quaderni dell'ICSAIC;
- Prime edizioni;
- Bollettino dell'Istituto (1985-1996);
- Rivista Calabrese di storia contemporanea (1998);
- Rivista Calabrese di Storia del '900 (2005).[5][6]

L'istituto ha operato inoltre mediante:
- Concessione di borse di studio e di premi di incentivazione indirizzati alla comunità scolastica per favorire la conoscenza della realtà storica regionale;
- Seminari di aggiornamento sulle più attuali tematiche della didattica della storia, per gli insegnanti di ogni ordine e grado della regione;
- Conferenze e i dibattiti - anche con proiezione di filmati - rivolti agli studenti sulla storia del '900 e in particolare sul trapasso dal fascismo alla democrazia che in Calabria è stato anticipato di due anni rispetto al Nord del Paese;
- Realizzazione di filmati su aspetti particolari della storia contemporanea calabrese. Tra essi: "La Calabria dal fascismo alla Repubblica" in collaborazione con il Centro Radio-televisivo dell'Università della Calabria; "Fausto Gullo: un comunista calabrese" in collaborazione con la sede Regionale della RAI; interviste a personalità della storia calabrese e video-presentazioni di libri prodotte in collaborazione con emittenti televisive locali.

Volumi pubblicati dall'Istituto (o con la collaborazione dell'Istituto):
- Fulvio Mazza (a cura di), Florindo De Luca. Profilo di un antifascista democratico, I Quaderni Icsaic, Cosenza, 1986.
- Giuseppe Masi, Socialismo e amministrazione nella Calabria contemporanea, Guida, ICSAIC Collana di studi e ricerche, Napoli, 1987.[7]
- Maria G. Chiodo, Cooperazione e Mezzogiorno. Il movimento cooperativo italiano tra sviluppo e crisi (1900-1938), Pellegrini, ICSAIC Collana di studi e ricerche, Cosenza, 1990.
- Maria G. Chiodo (a cura di), Geografia e forme del dissenso sociale in Italia durante il fascismo (1928-1934), ICSAIC Collana di studi e ricerche, Cosenza, Pellegrini 1990
- Francesco Volpe (a cura di), Ferramonti: un lager nel Sud. Atti del convegno internazionale di studi 15/16 maggio 1987, ICSAIC Collana di studi e ricerche, Cosenza, Orizzonti Meridionali, 1990.
- Tobia Cornacchioli (a cura di), Pietro Mancini e il Socialismo in Calabria, Atti del Convegno di studi svoltosi a Cosenza in occasione del ventennale della scomparsa, ICSAIC Collana di studi e ricerche, Cosenza, Pellegrini, 1991.
- Isolo Sangineto, I calabresi nella guerra di Liberazione. 1° - I partigiani nella provincia di Cosenza, Pellegrini, ICSAIC Collana di studi e ricerche, Cosenza, 1992.
- Leonardo Falbo, Fascismo e antifascismo in Calabria: il caso di Rogliano, ICSAIC Collana di studi e ricerche, Cosenza, Orizzonti Meridionali, 1995.
- Francesco Malgeri e la lotta per la democrazia nella provincia di Reggio Calabria, I Quaderni Icsaic, Cosenza, 1929.
- Rocco Lentini e Nuccia Guerrisi, I partigiani calabresi nell'Appennino Ligure-Piemontese, ICSAIC Collana di studi e ricerche, Soveria Mannelli, Rubbettino, 1996.[8][9]
- Antonio Cosentino, Riassunto dei miei 53 mesi di vita militare (7 gennaio 1941 - 29 giugno 1945), La memoria e la storia: collana di testimonianze dell'ICSAIC (in collaborazione con i "Quaderni Feroletani"), Vibo Valentia, 1997.
- Vincenzo Mattanà, Un arbëresh in Albania nella seconda guerra mondiale. Diario di un soldato radiotelegrafista 1940-1945, ICSAIC - La memoria e la storia: collana di testimonianze. Cosenza, Edizioni Orizzonti Meridionali, 1997.
- Maria G. Chiodo, Politica e amministrazione nel Mezzogiorno. Francesco e Saverio Spezzano nella Acri del Novecento, ICSAIC Collana di studi e ricerche, Cosenza, Pellegrini, 1998.
- Tobia Cornacchioli (a cura di), Filippo Martire. Democrazia e socialismo nella Cosenza del Novecento, Quaderni dell'ICSAIC. Cosenza, 1998.
- Mario De Filippis, Giovanni Conforti (1914-1997). Democrazia e impegno amministrativo nel Cosentino, Quaderni dell'ICSAIC, Cosenza, 1998.
- R. Lentini, G. Masi, A. Orlando, L. Paselli,  L'utopia accende una stella... Sessant'anni dalla guerra civile di Spagna. Cosimo Pirozzo e i combattenti rosarnesi per la libertà, Quaderni dell'ICSAIC, Rosarno (RC), Virgilio Editore, 1998.
- Giuseppe Masi (a cura di), Mezzogiorno e Stato nell'opera di Fausto Gullo, ICSAIC Collana di studi e ricerche, Cosenza, Edizioni Orizzonti Meridionali, 1998.
- Giuseppe Verduci, Memorie di lotta (Aiello Calabro 1943-1970), ICSAIC - La memoria e la storia: collana di testimonianze, Cosenza, Due Emme, 1999.
- Tobia Cornacchioli - Giuseppe Spadafora (a cura di),  Pasquale Rossi e il problema della folla. Socialismo mezzogiorno educazione, Roma, Armando Editore, 2000.
- Mario Litrenta, Strappato alla morte. Memorie di guerra e di prigionia di un calabrese nel secondo conflitto mondiale, ICSAIC - La memoria e la storia: collana di testimonianze, Cosenza, Benvenuto, 2001.
- Il "Giornale degli Economisti" e la Calabria: demografia ed emigrazione (1907-1910), ICSAIC - Prime Edizioni, Cosenza, Pellegrini Editore, 2003.
- Luigi Intrieri, Don Luigi Nicoletti e la polemica contro il razzismo negli anni Trenta a Cosenza, Cosenza, Pellegrini, 2004.
- Leonardo Falbo (a cura di), La proprietà terriera nella Calabria di fine Ottocento: George Gayau e Michele Fera, Cosenza, Pellegrini, 2006.
- Giuseppe Masi (a cura di), Tra Calabria e Mezzogiorno. Studi storici in memoria di Tobia Cornacchioli, Cosenza, Pellegrini, 2007.
- Saverio Napolitano, Campagne, cultura, emigrazione nel pensiero di Paolo Cinanni. Lettere e immagini 1944-1984, Ardore Marina,  AGE, stampa 2010.
- Leonardo Falbo, Non solo Ferramonti. Ebrei internati in provincia di Cosenza (1940-1943), Prefazione di Vittorio Cappelli, Cosenza, Luigi Pellegrini Editore, 2010.
- Katia Massara, Il sindacato liberato, Cosenza, Luigi Pellegrini Editore, 2011.
- Pantaleone Sergi, Patria di carta. Storia di un quotidiano coloniale e del giornalismo italiano in Argentina, Cosenza,  Pellegrini, 2012.[10]
- Giuseppe Ferraro, Dalle trincee alle retrovie. I molti fronti della Grande Guerra, Icsaic,  2015.[11]
- Giuseppe Ferraro, Dai campi di prigionia nazisti a Salò. Il diario di Antonio Bruni (prefazione di Brunello Mantelli), Cosenza, Icsaic-Pellegrini 2015.
- Vittorio Cappelli, Pantaleone Sergi (a cura di), Traiettorie culturali tra il Mediterraneo e l’America Latina. Cronache, letterature, arti, lingue e culture, Cosenza, Pellegrini, 2016.
- Giuseppe Ferraro, Resistere. Trincea e prigionia nell'archivio Barberio, ICSAIC Collana di studi e ricerche, Cosenza, Pellegrini, 2018.
- Vittorio Cappelli, Piccole patrie, la Patria, altre patrie. Percorsi culturali tra Calabria, Italia e altri mondi, Cosenza, Pellegrini, 2019.
- Vittorio Cappelli (a cura di), Approdi (1928-1929), rassegna di lettere e d'arte diretta da Raoul Maria de Angelis, Cosenza, Pellegrini, 2019.
- Adolfo Rossi, L'emigrazione nel Mezzogiorno d'Italia. Un viaggio-inchiesta in Basilicata e in Calabria, a cura di Vittorio Cappelli, Cosenza, Pellegrini, 2020.
- Vittorio Cappelli e Paolo Palma (a cura di), I calabresi all'Assemblea Costituente. 1946-1948, Rubbettino, Soveria Mannelli, 2020.
- Lorenzo Coscarella e Paolo Palma (a cura di), Alla scuola di don Sturzo. Il popolarismo nel Mezzogiorno a cento anni dall'Appello ai liberi e forti. Atti del Convegno nazionale dell'ICSAIC, Università della Calabria, 13 novembre 2019, Pellegrini, Cosenza, 2020.
- Lorenzo Coscarella e Paolo Palma (a cura di), Il PCI, la Calabria e il Mezzogiorno. Da Livorno al "partito nuovo" (1921-1953). Atti del Convegno nazionale dell'ICSAIC. Università della Calabria, 24-25 novembre 2021, Luigi Pellegrini Editore, Cosenza 2022.

## L'archivio
L'Icsaic conserva e mette a disposizione degli studiosi un archivio cartaceo, video e fonico, con testimonianze della storia contemporanea calabrese, tra cui i seguenti fondi:
- Federazione Provinciale del PCI di Cosenza (1943-1980);
- Federazione Regionale del PSI (1970-1992);
- Paolo Cinanni;
- Florindo De Luca;
- Nicola Lombardi;
- Francesco Malgeri;
- Emanuele Terrana;
- Nina Rotstein, internata a Ferramonti;
- Fausto Gullo (in fotocopia);
- Francesco e Saverio Spezzano (in fotocopia).

## Organi direttivi, di ricerca e media
- Presidente: Paolo Palma.
- Presidente onorario: Giuseppe Masi.
- Vice presidenti: Katia Massara, Franco Spingola.
- Direttore: Vittorio Cappelli.
- Tesoriere: Letterio Licordari.
- Consiglio direttivo: Lorenzo Coscarella, Carlo Fanelli, Giuseppe Ferraro, Letterio Licordari, Katia Massara, Prospero Francesco Mazza, Paolo Palma, Christian Palmieri, Bruno Pino, Francesca Rennis, Antonino Romeo, Pantaleone Sergi, Francesco Spingola.
- Comitato scientifico: Vittorio Cappelli (coordinatore), Luigi Ambrosi, Carlo Fanelli, Giuseppe Ferraro, Oscar Greco, Davide Infante, Brunello Mantelli, Katia Massara, Tiziana Noce, Paolo Palma, Antonella Salomoni, Pantaleone Sergi.
- Commissione per la didattica della Storia: Giuseppe Ferraro (coordinatore, CS), Giulia Sara Aiello (CS), Michela Boccuti (CS), Lucia Callello (VV), Vincenzo Cataldo (RC), Gaetano Colantuono (BA), Luana Collacchioni (Università di Firenze), Irene Collia (VV), Elisa Conversano (CS), Maria Teresa Daffinà (VV), Nadia Falbo (CZ), Marilena Fera (CS), Giuseppe Macrì (RC), Anna Chiara Monardo (CS), Salvatore Muraca (CS), Rosita Paradiso (CS), Antonio F. Pistoia (CS), Mariangela Preta (VV), Francesca Rennis (CS), Eugenio Ricchio (CS), Giovanna Ripolo (KR), Fabrizio Ruso (RC), Antonio Verri (CZ), Giuseppe Vitaliano (CZ).
- Soci corrispondenti: Luigi Ambrosi (Lombardia), Alfredo Focà (Reggio Calabria), Michele La Rocca (Vibo Valentia), Francesco Madrigrano (Serre-Savuto), Saverio Napolitano (Liguria), Antonio Orlando (Cittanova), Christian Palmieri (Crotone), Paolo Procopio (Catanzaro), Gianni Speranza (Lamezia Terme).
- Centro di ricerca sulle migrazioni: Pantaleone Sergi (presidente), Vittorio Cappelli (direttore).
- Rivista calabrese di storia del ‘900: Vittorio Cappelli (direttore), Lorenzo Coscarella (direttore responsabile), Giuseppe Ferraro (vicedirettore), Prospero Francesco Mazza, Salvatore Muraca, Bruno Pino, Francesca Rennis (redattori).
- Redazione on-line: Lorenzo Coscarella e Bruno Pino (coordinatori), Letterio Licordari, Prospero Francesco Mazza.
- Segreteria: Liberata Venneri.

## Presidenti e direttori dalla fondazione a oggi

### Presidenti
- Fausto Cozzetto, presidente (1983-1988)
  - Giuseppe Masi, vicepresidente, poi (1988) Isolo Sangineto, vicepresidente
- Isolo Sangineto, presidente (1988-1992)
  - Maria Gabriela Chiodo, vicepresidente
- Ferdinando Cordova, presidente (1992-2004)
  - Maria Gabriela Chiodo e Tobia Cornacchioli, vicepresidenti
- Maria Gabriela Chiodo, presidente (2004-2010)
  - Luigi Intrieri, vicepresidente
- Pantaleone Sergi, presidente (2010-2018)
  - Enrico Esposito e Luigi Intrieri, vicepresidenti. Francesco Spingola, vicepresidente dopo la scomparsa di Luigi Intrieri (2017)
- Paolo Palma, presidente (2018 …)
  - Katia Massara e Francesco Spingola, vicepresidenti

### Direttori
- Fulvio Mazza (1983-1987)
- Fausto Cozzetto (f.f. 1987-1988)
- Giuseppe Masi (1988-2017)
- Vittorio Cappelli (2017…)